# Inna Sjevtjenko
Inna Sjevtjenko, född 23 juni 1990 i Cherson i Sovjetunionen, är en ukrainsk feministisk aktivist och ledare för den internationella kvinnorörelsen Femen. Hon har skarpare profil än andra i gruppen och ledde exempelvis de tre aktivister som blev gripna och hotade av vitryska säkerhetspolisen 2011, och hon fick stor uppmärksamhet när hon med motorsåg fällde ett fyra meter högt krucifix av trä i Kiev 2012.

## Biografi
Inna Sjevtjenko föddes i Cherson nära Svarta havet i dagens södra Ukraina. Hennes far var sjöofficer, och hon växte upp tillsammans med en äldre syster. "Orange revolutionen" 2004 öppnade hennes ögon för politik, och hon ville bli TV-journalist.  Hon började på universitetet i Kiev och studerade journalistik från 2008 till 2012. Hennes arbete i studenkåren gav henne politiska kontakter som hjälpte henne att 2009 få arbete på borgmästarens presskontor i Kiev. Sjevtjenkos modersmål är ryska, men hon behärskar även ukrainska och engelska.
Sjevtjenko fick kontakt med två ledande Femen-aktivister, Anna Hutsol och Alexandra Shevchenko (att de har samma efternamn är en tillfällighet) genom sociala media och anlöt sig till Femen 2009. Anna Hutsol hade etablerat Femen i Kiev on 10 april 2008, tillsammans med två vänner, Aleksandra Sjevtjenko och Oksana Sjatjko, från sin hemstad Chmelnytskyij. De var först inriktade på kvinnliga studenters rättigheter, men breddade snabbt agendan till att demonstrera mot sexuellt utnyttjande av ukrainska kvinnor.
Inna Sjevtjenko demonstrerade första gången med Femen den 23 maj 2009 i Kiev, mot prostitution under slagordet, "Ukraine is not a Brothel", i samarbete med DJ Hell.
Sent i augusti 2009 kom Oksana Sjachko att bli den första medlemmen av gruppen som blottade sina bröst under en aktion, men inte förrän 2010 blev detta den vanliga taktiken i Femen-demonstrationer. I debatter inom Femen kring etiken i topless-aktioner var Inna Sjevtjenko först motståndare till metoden. Men senare kom hon att bli övertygad om dess värde. Metoden berättigas av att utan den uppmärksamhet i massmedia som topless-protesterna ger, så skulle deras budskap aldrig höras.
Inna Sjevtjenko blev avskedad från borgmästarens presskontor efter att ha blivit arresterad för deltagande en protest i december 2010. Demonstrationen genomfördes mot avsaknaden av kvinnor i den ukrainska premiärministern Mykola Azarovs regering.
År 2012 sågade Sjevtjenko ned träkors på GOGBOT, en festival i Enschede i Nederländerna, som en protest mot arresteringen av Pussy Riot. Detta följdes av hennes aktion med motorsåg i Kiev.
I september 2012 etablerade Sjevtjenko en plats för träning av Femen-aktivister i Paris. I oktober 2012 intervjuades Sjevtjenko i direktsändning av Al Jazeera och fick frågan: "Which is better for women, nudity or the paranja [motsvarande burka]?" Hon svarade, som en protest mot "medieval prejudices", genom att ta av sig sin T-shirt. Sändningen stoppades direkt. I december 2012 blev hon listad bland årets 20 mest betydesefulla kvinnor i Madame Figaro. År 2013 fick Shevchenko asyl i Frankrike, och arbetar vidare med aktivism genom att leda Femens bas för träning av aktivister i Paris.
År 2013 skapades ett nytt franskt frimärke med den franska nationalsymbolen Marianne av Olivier Ciappa och David Kawena. De formgav frimärket och meddelade på Twitter att Sjevtjenko hade varit den främsta förebilden för frimärket.
Sjevtjenko är ofta talare på konferenser. Hon deltog i en konferens i Köpenhamn i februari 2015 tillsammans med konstnären Lars Vilks. Hon talade om att yttrandefrihet var en illusion i Västeuropa när en terrorist (Attentatet i Köpenhamn 2015) öppnade eld i lobbyn där debatten ägde rum. Efter att ha överlevt attacken sa Sjevtjenko: "Liberal voices should be louder than Kalashnikovs."
Shevchenko skriver för internationell press och är kolumnist för International Business Times. Hennes texter publiceras också i The Guardian, The Huffington Post och CNN. Tillsammans med andra Femen-aktivister skrev hon FEMEN: Manifeste. År 2017 publicerade Sjevtjenko Anatomie de l'oppression tillsammans med Pauline Hillier i hos Éditions du Seuil. Boken tar upp det ansvar religiösa institutioner och dogmer har för förtrycket av kvinnor: 
" Every day, new words and measures against women are delivered in the Vatican, Mecca, Jerusalem, and in synagogues, mosques and churches all around the world. Every day, women are despised, depreciated, soiled, wounded or killed. Every day, women that are hidden in public, locked up at home, deprived of education and prospects for their futures, forced to silence, humiliated, beaten, mutilated, whipped, stoned and burned, accompany us. We can no longer remain silent. The responsibility of religions in the misfortunes of the world crushes our screens and our eyes, but many still refuse to see their role in women's misfortunes. This book was written because we no longer wanted them to believe, but rather to know."

## Filmografi
- "Nos seins, nos armes!" (Våra bröst, våra vapen!), dokumentärfilm (1:10 timmar), skriven och regisserad av Caroline Fourest och Nadia El Fani, producerad av Nilaya Productions, visad på France 2 den 5 mars 2013.[33]
- "Everyday Rebellion", dokumentärfilm (1:58 timmar), skriver och regisserad a Rivahi-bröderna Arash T. Riahi och Arman Riahi, Österrike / Schweiz / Tyskland, 2013, världspremiär på Copenhagen International Documentary Festival 13 november 2013.
- Ukraine Is Not a Brothel